# Jan Nepomucen Eryk Potocki
Jan Nepomucen Eryk Potocki herbu Pilawa (zm. po 1815) – hrabia, poseł, brygadier i komendant 4 Brygady Kawalerii Narodowej w latach 1789–1792, starosta brzostowski. Był posłem na sejm 1786 roku z ziemi wiskiej.
Syn Eustachego cześnika koronnego, brat: Jerzego Michała, Stanisława Kostki i Ignacego Romana.
Od 1786 r. właściciel Biłgoraja (jego żona, Marianna otrzymała miasto w spadku po matce Wiktorii Kątskiej z.d. Szczuka). Aktywne angażowanie się w sprawy kraju pogorszyło stan jego majątku i był zmuszony część swojej fortuny sprzedać lub oddać w ręce wierzycieli. Aby uchronić przed tym losem Biłgoraj, w 1786 podarował go bratu Stanisławowi.